# 引田虫麻呂
引田 虫麻呂（ひけた の むしまろ）は、奈良時代の貴族。姓は朝臣。官位は従五位下・木工頭。

## 経歴
聖武朝において、初めて来朝した渤海使の首領（渤海の官名）・高斉徳らを渤海に送り届けるため、神亀5年（728年）2月に送渤海客使に任ぜられる（この時の位階は従六位下）。6月に他の使者と共に渡海の功労として昇叙されて正六位上となり、第一次遣渤海使の正使として渤海に向け出発する。天平2年（730年）8月に帰国し、9月に聖武天皇に対して渤海からの進物を献上している。天平3年（731年）に外従五位下に叙せられ、主殿頭に任ぜられる。
天平10年（738年）斎宮長官。天平12年（740年）聖武天皇の東国行幸に従って外従五位上に昇叙される。天平13年（741年）摂津亮、天平15年（743年）土佐守と地方官を経て、天平18年（746年）従五位下（内位）・木工頭に叙任されている。

## 官歴
『続日本紀』による。
- 時期不詳：従六位上
- 神亀5年（728年） 2月16日：送渤海客使。6月7日：正六位上
- 天平3年（730年） 正月27日：外従五位下。6月13日：主殿頭
- 天平10年（738年） 閏7月21日：斎宮長官
- 天平12年（740年） 11月21日：外従五位上
- 天平13年（741年） 12月23日：摂津亮
- 天平15年（743年） 6月30日：土佐守
- 天平18年（746年） 4月22日：従五位下（内位）。6月21日：木工頭